# Scholin
Scholin – dawny majątek. Tereny, na których był położony, leżą obecnie na Białorusi, w obwodzie witebskim, w rejonie postawskim, w sielsowiecie Łyntupy.

## Historia
W czasach zaborów folwark w gminie Komaje, w powiecie święciańskim Imperium Rosyjskiego. W 1866 roku miał 18 mieszkańców w 1 domu, własność Soroków. Do dóbr Scholin należały wsie: Nowosiółki, Łopucie, Postawiszki i Daniewce. W 1905 roku liczył 60 mieszkańców, 376 dziesięcin, własność Soroki.
W dwudziestoleciu międzywojennym majątek leżał w Polsce, w województwie wileńskim, w powiecie postawskim, w gminie Komaje.
W 1931 w 3 domach zamieszkiwało 19 osób.
Miejscowość należała do parafii rzymskokatolickiej w Komajach. Podlegała pod Sąd Grodzki w Łyntupach i Okręgowy w Wilnie; właściwy urząd pocztowy mieścił się w Komajach.